# طارق عبد الحليم
طارق عبد الحليم (1 سبتمبر 1948 -) هو داعية إسلامي وكاتب مصري.

## حياته ونشأته
ولد الدكتور طارق عبد الحليم في القاهرة بحيّ الجامع الإسماعيلي، عن والده عبد الحفيظ أحمد المحامي ورئيس نقض الضرائب سابقاً، وسليل أسرة أحمد عبد الحليم من أعيان محافظة قنا بصعيد مصر، ووالدته زينب عبد العزيز سليم البشري، ابنة الأديب المعروف، الملقب بجاحظ العصر الحديث، الشيخ عبد العزيز البشري، وحفيدة شيخ الإسلام الإمام سليم بن أبي فراج البشري، من محلة بشر بالبحيرة.
تخرج طارق عبد الحليم من كلية الهندسة بجامعة القاهرة، وعمل بمجالها في أنحاء العالم العربيّ كالسعودية والكويت والأردن، ثم توجه إلى بريطانيا في عام 1985 للحصول على درجة الماجستير والدكتوراه. ومن هناك توجه وعائلته إلى كندا حيث استقر مهاجراً.

## مسيرته
بدأت رحلة الدعوة في منتصف الستينيات بنسخ كتب الأستاذ الشهيد سيد قطب باليد وتوزيعها بين طلاب الجامعة، ثم تدرجت بعدها وامتدت مساحة أربعين عاما في الزمان والعالم العربي وأوروبا وأمريكا
وقد صدر للشيخ العديد من الكتب التي غطت مساحة من العلوم الإسلامية كالعقيدة والفرق وأصول الفقه كما نشر عشرات من المقالات السياسية والدينية والأدبية في عدد من الصحف والدوريات كالمنار الجديد ومجلة البيان التي شارك بجهد في إصدارها بلندن في منتصف الثمانينيات من القرن المنصرم. كما أصدر الشيخ «فتنة أدعياء السلفية وانحرافاتهم» - وقد ترجم كذلك للعربية. ونشر العديد من المقالات بالإنجليزية التي كان لها أثر كبير في مقاومة البدعة وخاصة الصوفية، وفي تنمية الحسّ السنيّ في تلك الناحية من العالم. كذلك فقد ترجم العديد من كتبه للغة الأردية ككتاب المعتزلة، والصوفية ومفتاح الدخول إلى علم الأصول، وحقيقة الإيمان، وذاعت في أوساط أهل السنة والجماعة في باكستان.
كما شارك الشيخ طارق عبد الحليم في عدة مؤتمرات بأمريكا وكندا ولكنه اختار العزلة بعد أن رأي ضعف الفائدة التي تعود على المسلمين من مثلها إلى جانب ضياع الوقت والمال.
وقد أنشأ الشيخ «دار الأرقم» بعد اسقراره في كندا في أواخر الثمانينيات، وبدأ تدريس دبلوم الشريعة الإسلامية بالتعاون مع «الجامعة الإمريكية المفتوحة» ومنح الدبلوما للعديد من الطلبة. كذلك أخرج مجلة «أمة الإسلام» في العربية والإنجليزية لعدة أعوام في تورونتو.

## مؤلفاته

### كتب منشورة
1. «الجواب المفيد في حكم جاهل التوحيد»، مطبعة المدني، القاهرة 1978، نشرته مكتبة الطرفين بالطائف عام1991 ضمن مجموعة «عقائد الموحدين» تقديم الشيخ بن باز.
2. «حقيقة الإيـمان»، طبعات متعددة، مطبعة المدني، القاهرة 1979.
3. «مقدمة في اختلاف المسلمين وتفرقهم» طارق عبد الحليم ومحمد العبدة، طبعات متعددة، دار الأرقم الكويتية طبعة أولى 1986.
4. «الصـوفية: نشأتها وتطورها» طارق عبد الحليم ومحمد العبدة، طبعات متعددة، دار الأرقم لندن طبعة أولى 1986.
5. «المعتـزلة: بين القديم والحديث» طارق عبد الحليم ومحمد العبدة، طبعات متعددة، دار الأرقم لندن طبعة أولى 1987.
6. «فتنة أدعياء السلفية وانحرافاتهم»، دار الأرقم تورونتو كندا 2004، نشرت أول طبعة بالإنجليزية ثم ترجم الكتاب للعربية.
7. «مفتاح الدخول إلى علم الأصول»، دار الأرقم تورونتو كندا 2006.

### مختارات من مقالات منشورة
1. «الإرجاء والمرجئة»، مجلة البيان اللندنية 1986.
2. «الحرية العرجاء»، مجلة البيان اللندنية 1986.
3. «مفهوم السببية في الإسـلام» 3 مقالات، مجلة البيان اللندنية 1987
4. «قراءات في الفكر العربي: نقد فكر د. زكي نجيب محمود، د. محمد عابد الجابري، د. زكريا إبراهيم»، مجلة البيان اللندنية 1988.
5. «قيام وسقوط الدول العظمى: بول كينيدي» تحليل د. طارق عبد الحليم، مجلة البيان اللندنية 1988
6. «الإخوان المسلمون في نصف قرن»، مجلة المنار الجديد، 200.
7. «حركة الفكر وفكر الحركة»، مجلة المنار الجديد، 2000.
8. «معالم في الفكر السياسي الإسلامي»، مجلة المنار الجديد، 2001.
9. «نعم..أين الحياد وأين. الموضوعية!.. تعقيب على مقال الدكتور جابر قميحة»، مجلة المنار الجديد، 2002.
10. «هكذا تحدث مشاهير أمريكا – رياح باردة تهب على بلادنا»، مجلة الأسبوع القاهرية.

## مواضيع ذات صلة
- سيد قطب
- طارق البشري
- عبد المجيد سليم البشري
- جاسم مهلهل الياسين
- محمد مسعد ياقوت
- عمر بن سليمان الأشقر
- محمد العوضي
- عمر عبد الكافي
- وجدي غنيم
- عبد الحميد كشك
- عبد الله عزام
- محمد الغزالي
- عائض القرني